# Euro Beach Soccer League 2008
L'Euro Beach Soccer League 2008 è la 11ª edizione di questo torneo.

## Calendario
| Data         | Paese                 | Città                      | Stage   |
| ------------ | --------------------- | -------------------------- | ------- |
| 20-22 giugno | Italia (bandiera)     | Lignano                    | Stage 1 |
| 4-6 luglio   | Francia (bandiera)    | Tignes                     | Stage 2 |
| 22-24 agosto | Portogallo (bandiera) | Vila Real de Santo António | Finali  |

## Squadre partecipanti
- Austria
- Polonia
- Spagna
- Italia
- Svizzera
- Grecia
- Andorra
- Rep. Ceca
- Francia

- Russia
- Norvegia
- Turchia
- Portogallo 1
- Inghilterra
- Estonia
- Paesi Bassi
- Ungheria

1. Ammessa automaticamente alla finale.

## Formato
La competizione è formata da due stage con 8 squadre l’uno. Le prime tre e la migliore quarta si aggiungeranno al Portogallo, qualificato d’ufficio, per le finali.
Gli stage sono formati da quarti, semifinali vincenti, semifinali perdenti, e finali per i piazzamenti.
I vincitori delle semifinali “vincenti” accederanno alla finale per il 1º-2º posto, mentre gli sconfitti affronteranno i vincitori delle semifinali “perdenti” per i posti tra il 3º ed il 6º posto. Le due sconfitte delle semifinali “perdenti” si affronteranno nella finalina per il 7º-8º posto.

## Stage 1

### Quarti di finale
| Squadra 1 | Risultato     | Squadra 2 |
| --------- | ------------- | --------- |
| Italia    | 8-2           | Andorra   |
| Spagna    | 9-2           | Grecia    |
| Polonia   | 5-5 (4-3 dcr) | Rep. Ceca |
| Svizzera  | 11-2          | Austria   |

### Semifinali

#### Vincenti
| Squadra 1 | Risultato | Squadra 2 |
| --------- | --------- | --------- |
| Italia    | 7-3       | Polonia   |
| Svizzera  | 4-2       | Spagna    |

#### Perdenti
| Squadra 1 | Risultato | Squadra 2 |
| --------- | --------- | --------- |
| Grecia    | 8-3       | Austria   |
| Rep. Ceca | 5-4       | Andorra   |

### Finali

#### 7º-8º posto
| Squadra 1 | Risultato | Squadra 2 |
| --------- | --------- | --------- |
| Austria   | 4-3       | Andorra   |

#### 3º-6º posto
| Squadra 1 | Risultato | Squadra 2 |
| --------- | --------- | --------- |
| Rep. Ceca | 4-1       | Spagna    |
| Polonia   | 5-2       | Grecia    |

#### 1º-2º posto
| Squadra 1 | Risultato     | Squadra 2 |
| --------- | ------------- | --------- |
| Svizzera  | 5-5 (2-1 dcr) | Italia    |

### Classifica stage 1
| Rank | Team      |                         |
| ---- | --------- | ----------------------- |
| 1    | Svizzera  | Promossa in Divisione A |
| 2    | Italia    | Promossa in Divisione A |
| 3    | Polonia   | Promossa in Divisione A |
| 4    | Rep. Ceca |                         |
| 5    | Grecia    |                         |
| 6    | Spagna    |                         |
| 7    | Austria   |                         |
| 8    | Andorra   |                         |

## Stage 2

### Quarti di finale
| Squadra 1 | Risultato | Squadra 2   |
| --------- | --------- | ----------- |
| Francia   | 12-4      | Ungheria    |
| Norvegia  | 4-3       | Estonia     |
| Russia    | 10-0      | Paesi Bassi |
| Turchia   | 7-3       | Inghilterra |

### Semifinali

#### Vincenti
| Squadra 1 | Risultato | Squadra 2 |
| --------- | --------- | --------- |
| Francia   | 7-4       | Turchia   |
| Russia    | 5-0       | Norvegia  |

#### Perdenti
| Squadra 1   | Risultato | Squadra 2   |
| ----------- | --------- | ----------- |
| Ungheria    | 3-1 dts   | Inghilterra |
| Paesi Bassi | 5-3       | Estonia     |

### Finali

#### 7º-8º posto
| Squadra 1 | Risultato | Squadra 2   |
| --------- | --------- | ----------- |
| Estonia   | 3-2       | Inghilterra |

#### 3º-6º posto
| Squadra 1   | Risultato | Squadra 2 |
| ----------- | --------- | --------- |
| Ungheria    | 3-2       | Norvegia  |
| Paesi Bassi | 5-3       | Turchia   |

#### 1º-2º posto
| Squadra 1 | Risultato | Squadra 2 |
| --------- | --------- | --------- |
| Russia    | 8-3       | Francia   |

### Classifica stage 1
| Rank | Team        |                         |
| ---- | ----------- | ----------------------- |
| 1    | Russia      | Promossa in Divisione A |
| 2    | Francia     | Promossa in Divisione A |
| 3    | Paesi Bassi | Promossa in Divisione A |
| 4    | Ungheria    |                         |
| 5    | Norvegia    |                         |
| 6    | Turchia     |                         |
| 7    | Estonia     |                         |
| 8    | Inghilterra |                         |

## Classifica generale
| Pos | Team        | G | V | V+ | P | GF | GS | +/- | P |
| --- | ----------- | - | - | -- | - | -- | -- | --- | - |
| 1   | Russia      | 3 | 3 | 0  | 0 | 23 | 3  | +20 | 9 |
| 2   | Svizzera    | 3 | 2 | 1  | 0 | 20 | 9  | +11 | 8 |
| 3   | Italia      | 3 | 2 | 0  | 1 | 20 | 10 | +10 | 6 |
| 4   | Francia     | 3 | 2 | 0  | 1 | 22 | 16 | +6  | 6 |
| 5   | Paesi Bassi | 3 | 2 | 0  | 1 | 10 | 16 | –6  | 6 |
| 6   | Polonia     | 3 | 1 | 1  | 1 | 13 | 14 | –1  | 5 |
| 7   | Rep. Ceca   | 3 | 2 | 0  | 1 | 10 | 16 | –6  | 6 |
| 8   | Ungheria    | 3 | 1 | 1  | 1 | 10 | 15 | –5  | 5 |
| 9   | Grecia      | 3 | 1 | 0  | 2 | 12 | 17 | –5  | 3 |
| 10  | Norvegia    | 3 | 1 | 0  | 2 | 6  | 11 | –5  | 3 |
| 11  | Spagna      | 3 | 1 | 0  | 2 | 12 | 10 | +2  | 3 |
| 12  | Turchia     | 3 | 1 | 0  | 2 | 14 | 15 | –1  | 3 |
| 13  | Estonia     | 3 | 1 | 0  | 2 | 9  | 11 | –2  | 3 |
| 14  | Austria     | 3 | 1 | 0  | 2 | 9  | 22 | –13 | 3 |
| 15  | Inghilterra | 3 | 0 | 0  | 3 | 6  | 13 | –7  | 0 |
| 16  | Andorra     | 3 | 0 | 0  | 3 | 9  | 17 | –8  | 0 |

## Finali

### Quarti di finale
| Squadra 1   | Risultato     | Squadra 2 |
| ----------- | ------------- | --------- |
| Russia      | 7-3           | Polonia   |
| Paesi Bassi | 2-2 (4-3 dcr  | Svizzera  |
| Polonia     | 5-5 (4-3 dcr) | Rep. Ceca |
| Svizzera    | 11-2          | Austria   |

### Semifinali

#### Semifinali 5º-8º posto
| Squadra 1 | Risultato | Squadra 2 |
| --------- | --------- | --------- |
| Svizzera  | 5-2       | Polonia   |
| Rep. Ceca | 6-4       | Francia   |

#### Semifinali 1º-4º posto
| Squadra 1   | Risultato | Squadra 2 |
| ----------- | --------- | --------- |
| Paesi Bassi | 3-1       | Russia    |
| Portogallo  | 12-4      | Italia    |

### Finali

#### Finale 7º-8º posto
| Squadra 1 | Risultato | Squadra 2 |
| --------- | --------- | --------- |
| Francia   | 7-5       | Polonia   |

#### Finale 5º-6º posto
| Squadra 1 | Risultato | Squadra 2 |
| --------- | --------- | --------- |
| Svizzera  | 7-5       | Rep. Ceca |

#### Finale 3º-4º posto
| Squadra 1 | Risultato | Squadra 2 |
| --------- | --------- | --------- |
| Russia    | 6-1       | Italia    |

#### Finale 1º-2º posto
| Squadra 1  | Risultato | Squadra 2   |
| ---------- | --------- | ----------- |
| Portogallo | 5-1       | Paesi Bassi |

## Classifica Finale
| Pos | Team        |
| --- | ----------- |
| 1   | Portogallo  |
| 2   | Paesi Bassi |
| 3   | Russia      |
| 4   | Italia      |
| 5   | Svizzera    |
| 6   | Rep. Ceca   |
| 7   | Francia     |
| 8   | Polonia     |